# Wybory parlamentarne w Botswanie w 2009 roku

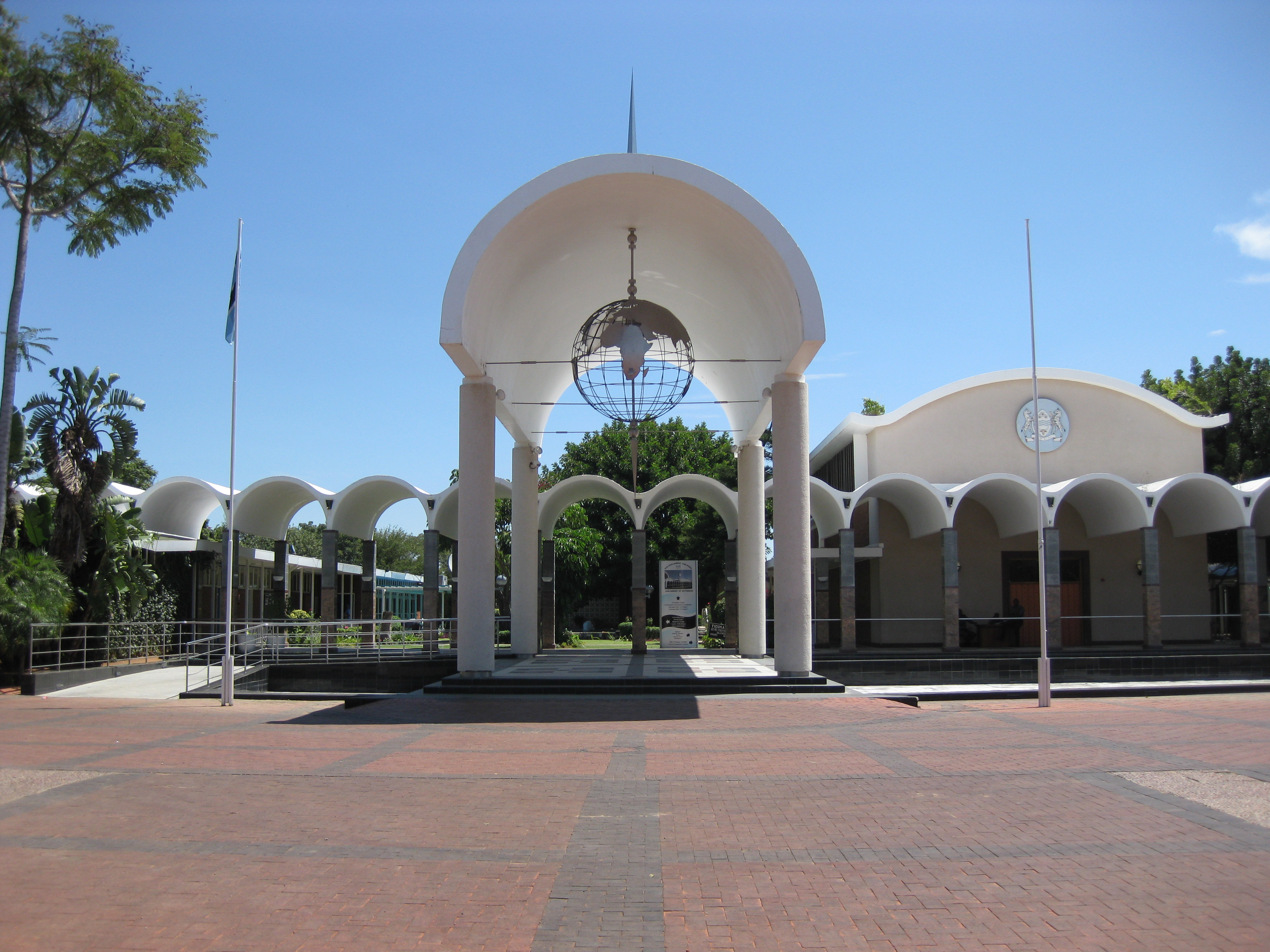
Budynek parlamentu w Gaborone

Wybory parlamentarne w Botswanie w 2009 roku – wybory do Zgromadzenia Narodowego (parlamentu) Botswany przeprowadzone 16 października 2009. Zwycięstwo po raz kolejny odniosła rządzącą Demokratyczna Partia Botswany, co pozwoliło jej przywódcy, Seretsie Ianowi Khamie na utrzymanie stanowiska prezydenta.

## Sytuacja przed wyborami i kampania wyborcza

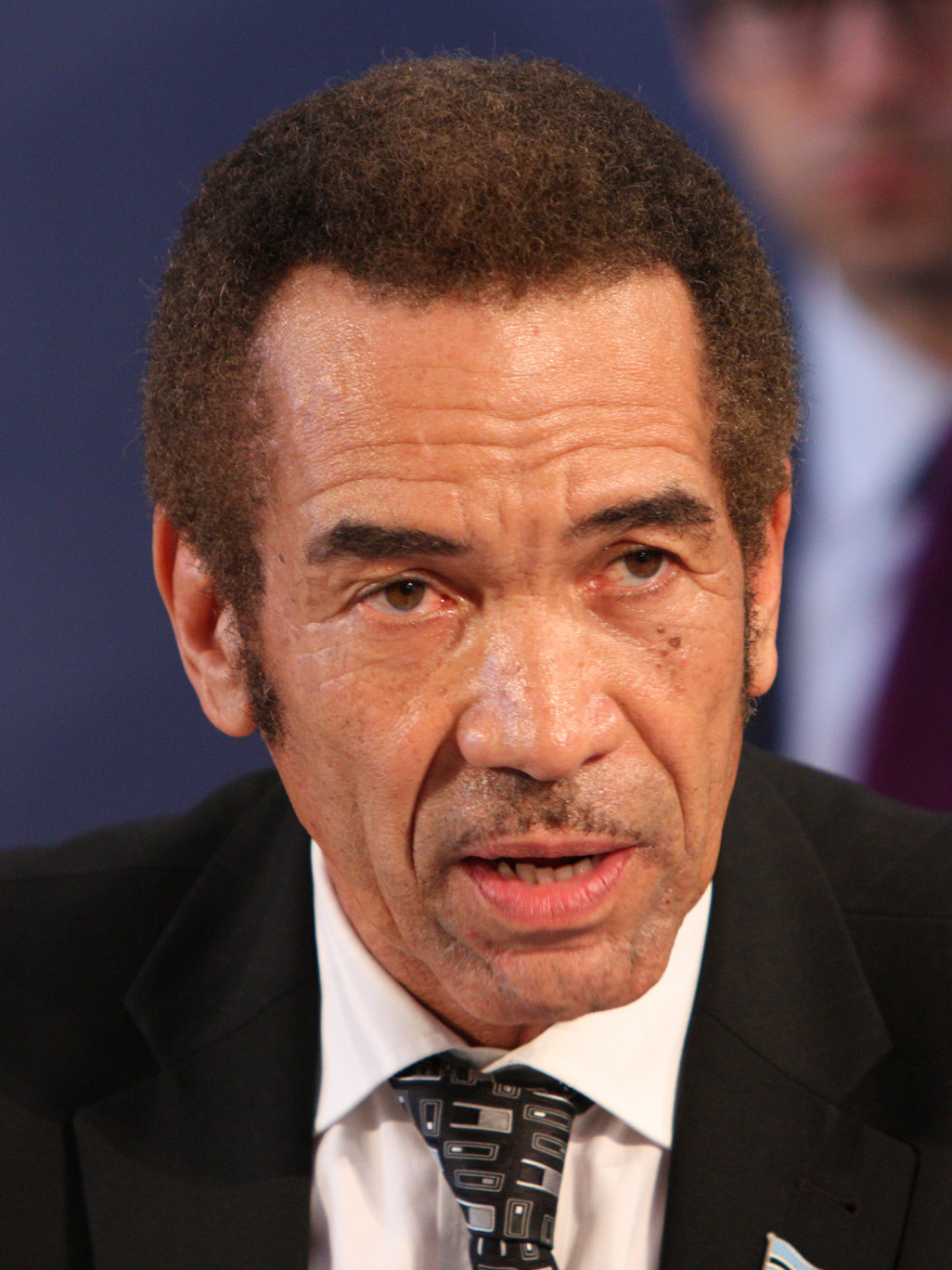
Prezydent Bostwany Ian Khama na londyńskiej konferencji o nielegalnym handlu dziką fauną i florą (the London Conference on the Illegal Wildlife Trade), 13 lutego 2014 roku.

Wybory w 2009 były 10 z kolei wyborami parlamentarnymi od czasu uzyskania przez Botswanę niepodległości w 1966. Od tego czasu nieprzerwanie władzę sprawuje jedna partia, Demokratyczna Partia Botswany (BDP, Botswana Democratic Party), a jej liderzy kolejno obejmują stanowisko prezydenta. W wyborach z października 2004 BDP zdobyła 44 mandaty w 57-osobowym parlamencie, a 13 pozostałych przypadło dwóm głównym partiom opozycyjnym – BNF i BCP.
Spośród ok. 1,7 mln mieszkańców, ponad 700 tys. zarejestrowało się do udziału w wyborach. Seretse Ian Khama, lider BDP i prezydent Botswany od kwietnia 2008, w czasie kampanii wyborczej w październiku 2009, wezwał swoich rodaków do głosowania na jego partię, obiecując kontynuowanie odpowiedzialnych rządów i zapewnienie godnego życia obywatelom. Stwierdził, że w kraju widoczne są rezultaty 43-letnich rządów BDP, które świadczą o tym, że państwo było w "dobrych rękach". Opozycja zobowiązała się do rozwoju sektora gospodarczego, który w największej mierze bazuje na górnictwie diamentów, poprzez rozwój rolnictwa i krajowej produkcji.
Zgodnie z obowiązującą w Botswanie ordynacją większościową w skład parlamentu wchodzi kandydat z największą ilością głosów w każdym z 57 okręgów wyborczych. BDP wystawiła swoich kandydatów we wszystkich okręgach, BNF w 48, a BCP w 45. Wybory w Botswanie były monitorowane przez międzynarodowych obserwatorów z SADC.

## Wyniki wyborów
Wybory po raz dziesiąty wygrała rządząca Demokratyczna Partia Botswany, zdobywając 45 mandatów. Pozwoliło to utrzymać Seretsie Ianowi Khamie stanowisko prezydenta. Swoje zwycięstwo BDP ogłosiła już 17 października 2009 w trakcie procesu zliczania głosów, kiedy ogłosiła, że zdobyła już większość miejsc w parlamencie. Międzynarodowi obserwatorzy stwierdzili, że głosowanie przebiegło w pokojowej i spokojnej atmosferze.
| Partia polityczna                       | Partia polityczna                   | Liczba głosów | %      | +/–    | Liczba mandatów | +/– |
| --------------------------------------- | ----------------------------------- | ------------- | ------ | ------ | --------------- | --- |
|                                         | Demokratyczna Partia Botswany (BDP) | 290 099       | 53,26% | +1,54% | 45              | +1  |
|                                         | Narodowy Front Botswany (BNF)       | 119 509       | 21,94% | -4,12% | 6               | -6  |
|                                         | Partia Kongresowa Botswany (BCP)    | 104 302       | 19,15% | +2,53% | 5               | +4  |
|                                         | Botswana Alliance Movement          | 12 387        | 2,27%  | -0,57% | 1               | +1  |
|                                         | Pozostałe partie                    | 7 886         | 1,44%  | -1,28% | 0               | 0   |
|                                         | Kandydaci niezależni                | 10 464        | 1,92%  | +1,89% | 1               | +1  |
|                                         | Razem                               | 544 647       | 100%   | -      | 57              | -   |
| Źródło: Independent Electoral Comission |                                     |               |        |        |                 |     |